# Plačilo za klikanje
Plačilo za klikanje (angleško Paid To Click, kratica PTC) je poslovni model za spletno storitev, ki deluje kot posrednik med oglaševalcem in potrošnikom. PTC stran oglašuje določeno stvar ali storitev, za katero je oglaševalec plačal določeno vsoto denarja. Prodajajo se nekakšni oglaševalski paketi za klik in če PTC stran dobi 100$ od paketa, polovico nameni tistim, ki klikajo na oglase. Plačilo za posamezni oglas se giblje med (0,005$) in (0,01$) za klik.
Kar zaslužimo, se nam prenaša na uporabniški račun na PTC strani. Podatki o zaslužkih so vedno dosegljivi in jih lahko kadarkoli pogledamo. Ko dosežemo minimalno vsoto denarja, ki je potrebna za izplačilo na PTC strani, lahko zahtevamo izplačilo, in stran nam nakaže znesek na spletni račun v času, ki je naveden v pogojih strani. Najbolj pogost in znan spletni račun je paypal.

## Zanesljivost
PTC strani morajo imeti skladno razmerje med cenami za klik, oglaševalskimi pakete, in številom reklam za ogled. Stran mora imeti forum in administratorja, ki odgovarja na vprašanja in pritožbe uporabnikov. Zanesljiva PTC stran ima redna izplačila in mora nuditi tudi druge možnosti zaslužka. Pomembno je javno mnenje in podpora posamezne PTC strani. Ko uporabniki povedo, da so bili izplačani in vidimo da so poročila o izplačilih pogosta lahko verjamemo v verodostojnost in poštenost PTC strani.
PTC strani lahko izgubijo člane PTC-referrals, se pravi tiste ki klikajo na oglase in opravljajo ostala dela, kot so izpolnjevanje anket, ogled video vsebin, mikro dela... V tem primeru lahko izgubimo svoj zaslužek na ptc strani. Pomembno je, da spremljamo dogodke na računu in pravila posamezne ptc strani, tako imamo več možnosti za zaslužek.
Od začetka je potrebno svoje zaslužke investirati v najem referrals, se pravi najem klikarjev in nadgraditev računa, če želimo res nekaj zaslužiti. Z normalno strategijo lahko pridemo na $20-$50 dnevnega zaslužka na posameznih straneh.
Velika večina PTC strani na spletu obstaja z namenom ogoljufati uporabnika. Obstajajo črni seznami nezanesljivih strani, vendar je njihova uporabnost omejena, saj goljufiva stran po nekaj mesecih preprosto neha delovati, njen lastnik pa obdrži zaslužek in odpre drugo. Tudi »legitimne« strani so tarča kritik, saj njihovi člani običajno niso zainteresirani za nakup izdelkov ali storitev, ki se oglašujejo, želijo le zaslužiti s samim klikanjem. Ta praksa razvrednoti oglaševanje in povzroča izgubo oglaševalcem.

## Druge možnosti zaslužka
Svoj račun lahko nadgradimo v »premium membership« kar prinaša možnost ogleda več oglasov, takojšnje izplačilo, najemanje t. i. »refferalov« ali posrednikov, od katerih tudi vi lahko dobite delež denarja. Podložnike lahko pridobimo tudi tako, da jih povabimo na določeno PTC stran. Če se vi prijavite pod nekoga, ki vas je pripeljal na določeno stran to pomeni, da bo od vašega klikanja imel del denarja. Princip je enak kot pri mrežnem marketingu oz. piramidnih shemah.
Druge možnosti, za zaslužek pa so tudi še razni jackpoti. To je nekakšna loterija, kjer lahko člani kupijo srečko in če imajo srečo, dobijo določeno vsoto denarja. T.i. "Clicking poti« delujejo tako, da PTC stran vsak dan nekaj denarja od klikanja (100$) nameni enemu od tistih, ki je na določen dan poklikal vse oglase.
Podložniki so klikarji uradno referrals. Lahko so direktni, direct referrals ali najeti rented referrals(Klikarji)